# Nioghalvfjerdsfjorden

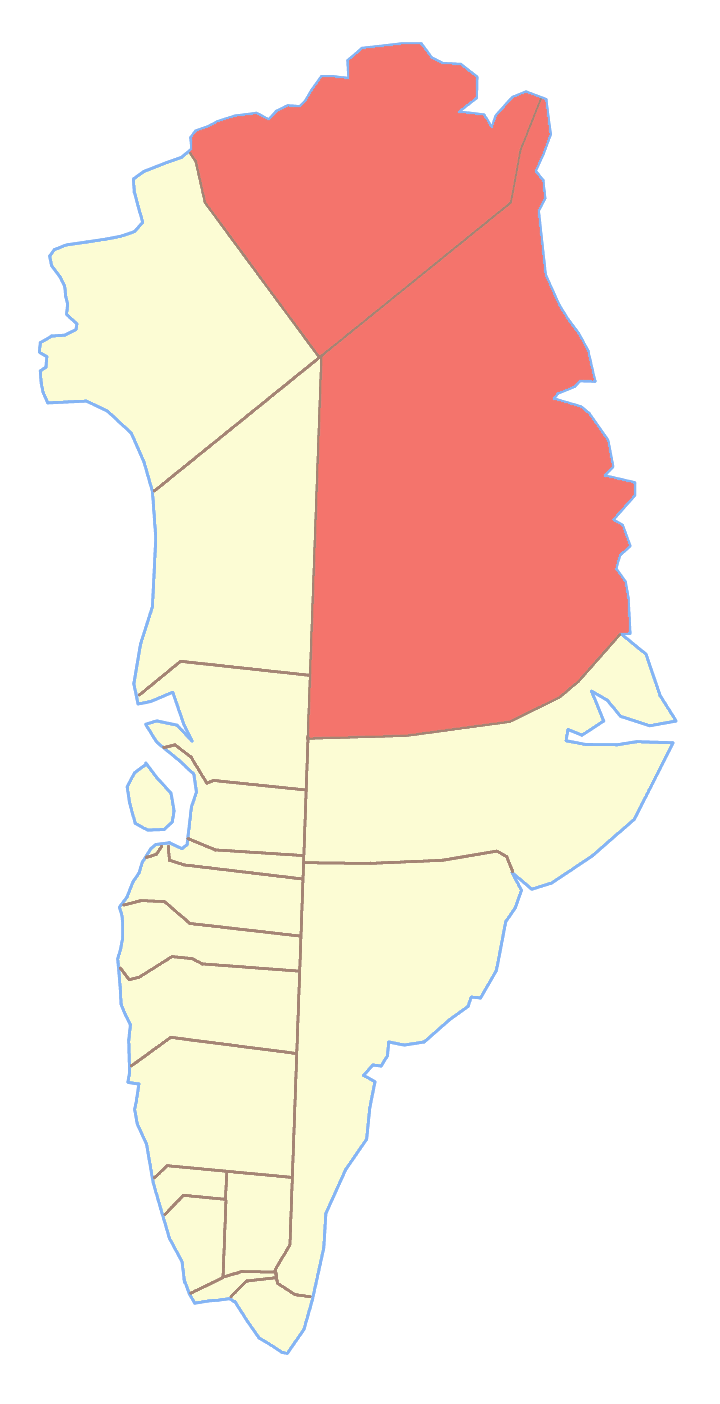
Parco nazionale della Groenlandia nordorientale, dove si trova il Nioghalvfjerdsfjorden

Il Nioghalvfjerdsfjorden è un fiordo della Groenlandia di 60 km. Si trova a 79°30'N 21°00'O; è situato nel Parco nazionale della Groenlandia nordorientale, fuori da qualsiasi comune.